# Kabard- és Balkárföld
Kabard- és Balkárföld egyike a cserkesz népek Orosz Föderációhoz tartozó 3 észak-kaukázusi tagköztársaságának (a másik kettő Adigeföld és Karacsáj- és Cserkeszföld). A türk nyelvű balkárok a nyelvészek szerint valószínűleg a bolgárok névadói, a balkároktól elfoglalt területeken alakulhatott ki a bolgár nyelv is.

## Földrajz
Terület: 12 500 km². Legmagasabb pontja az Elbrusz.
Szomszédai délen Grúzia, nyugaton a Karacsáj-Cserkesz Köztársaság (Oroszország), északon a Sztavropoli terület (Oroszország), keleten Észak-Oszétia (Oroszország).

## Történelem

### Magyar vonatkozásai
A balkár néphagyomány szerint a balkárok őséhez, Malkárhoz sikeres vadászat közben csatlakozott Misaka és Majar (vagy Madyar) s azután együtt éltek.
Minden szempontból a kabardok a legalkalmasabbnak tűnő jelöltek, akiknek közük lehet a magyar őstörténetből ismert, a honfoglalókhoz csatlakozott, bolgár-törökként valószínűsített kabar törzsekhez. „Ott a Kaukázus hegylánca feletti mezőségen és völgyeiben máig is él egy néptörzs, mely magát kabardnak nevezi. A Malka, Bakszán, Csegem, Cserek és Tyerek folyó völgyében laknak, s tartományukat a Tyerek két részre osztja: a nyugati Nagy- és a keleti Kis-Kabardára. Ezeken innen, a Kubán és mellékfolyói mentén, a mostanság cserkesz (saját nyelvükön adighe) gyűjtőnéven nevezett népnek más törzsei élnek: sapsi (sabszik, sapsug), abaza, abaszek, beszléni stb. név alatt. Nyelvük (a kabardokkal együtt) egy és ugyanaz, csak nyelvjárási különbség van köztük. Néptípusuk, ruházatuk, szokásaik, jellemvonásaik, foglalkozásuk feltűnő rokonvonásokat és hasonlatosságot tüntet fel a mi népünkkel. Főfoglalkozásuk az állattenyésztés és a földmívelés. Főként a lótenyésztés az, amire legfőbb gondjuk van. Kitűnő lovakat tenyésztenek (a kabard bélyegű, s általában a cserkesz ló hírneves, keresett árucikk), s ők maguk is mesteri lovasok. Címeres szarvú fehér ökreik, teheneik a mi ősi marhaállományunkra emlékeztet. Ruházatukban a testhez álló cserkeszkabát, amely derékon szíjjal átkötött, s kindsál (cserkesz tőr) lóg le róla, s mellén két oldalt patrontokokkal van díszítve, sokban hasonlít a magyar zsinóros atillához. Téli felöltőjük pedig, a fekete burka (ványolt gyapjúnemezből) a magyar gubának édestestvére. Táncuk hasonló a lassú csárdáshoz, dalaik a mai bús kesergő dalainkhoz. Szőnyegeik olyanok, mint a székely festékesek. Italuk árpasör (sera). Feltűnő - írta egy orosz tábornok - a kabard nők nemzeti öltözetének, s díszítésének hasonlatossága a magyar huszár dolmányához.”

## Népesség

### Nemzetiségi megoszlás
A 2002-ben 901 494 főnyi össznépesség megoszlása a következő volt:
- Kabardok (55,3%)
- Oroszok (25,1%)
- Balkárok (11,6%)
- Egyéb (8%)

### Települések
Kabard- és Balkárföldön (a 2010. évi népszámláláskor) 8 város, 2 városi jellegű település és 169 falusi település található, mely utóbbiak közül egy lakatlan. A városi jellegű települések száma 1987-ben még 9 volt, a Szovjetunió megszűnése óta azonban sokuk elvesztette e címét és faluvá alakult, Oroszország más területeihez hasonlóan, egyikük viszont azóta városi címet kapott.
A 2010. évi népszámlálás adatai szerint Kabard- és Balkárföldön 55% a városi (városokban vagy városi jellegű településeken élő) népesség aránya. A legnagyobb falu népessége meghaladja a húszezer főt, és összesen 45-é éri el a háromezret, melyek együttesen a köztársaság lakosainak 32%-a számára nyújtanak otthont. Az aprófalvak súlya a településálózatban kicsi Oroszország más régióival összevetve.
Kabard- és Balkárföld városai a következők (2010. évi népességükkel):
- Nalcsik (240 203)
- Prohladnij (59 601)
- Bakszan (36 860)
- Nartkala (31 694
- Majszkij (26 755)
- Tirniauz (21 000)
- Tyerek (19 170)
- Csegem (18 019)

A városi jellegű települések:
- Zalukokoazse (9 859)
- Kashataj (5 295)

## Közigazgatás és önkormányzatok
Kabard- és Balkárföld (a 2010. évi népszámláláskor) közigazgatási szempontból 10 járásra oszlik. A 8 város közül a 3 legnagyobb köztársasági alárendeltségű, melyek nem tartoznak egyik járáshoz sem, ahogy a Nalcsikhoz és Bakszanhoz beoszott falusi települések sem.
Az önkormányzatok területi beosztása megegyezik a közigazgatási felosztással. A 10 járás mindegyikében járási önkormányzat működik, míg a köztársasági alárendeltségű városok mindegyike (a beosztott falusi településekkel együtt) a járásoktól független városi körzetet alkot, melyeknek egyszintű önkormányzata van, egyszerre gyakorolják a járási és a községi önkormányzati hatásköröket. A járásokhoz összesen 7 városi község – ezek székhelye egy város vagy városi jellegű település – és 112 falusi község tartozik.
A járások és székhelyeik:
- Bakszani járás (Bakszan)
- Csegemi járás (Csegem)
- Csereki járás (Kashatau)
- Elbruszi járás (Tirniauz)
- Leszkeni járás (Anzorej)
- Majszkiji járás (Majszkij)
- Prohladniji járás (Prohladnij)
- Tyereki járás (Tyerek)
- Urvanyi járás (Nartkala)
- Zolkai járás (Zalukokoazse)

## Politikai vezetés
Kabard- és Balkárföld köztársaság első számú vezetője (glava):
- Valerij Muhamedovics Kokov: 1992–2005. szeptember
- Arszen Basirovics Kanonkov: 2005. szeptember – 2013. december 6.
- Jurij Alekszandrovics Kokov: 2013. december 6. – 2018. szeptember 26. (2014. október 9-ig: mb. vezető). Hivatali idejének lejárta előtt áthelyezését kérte másik munkaterületre.
- Kazbek Valerjevics Kokov (Valerij Muhamedovics Kokov fia): 2018. szeptember 26-tól a köztársaság vezetőjének feladatait ideiglenesen ellátó megbízott.[3][4]